# Star Trek: Picard
Star Trek: Picard – amerykański serial science-fiction, ósmy (w kolejności rozpoczęcia produkcji) serial rozgrywający się w uniwersum Star Trek. Jest drugim spośród tych seriali (po Star Trek: Discovery) realizowanym z myślą o premierze w dystrybucji internetowej, a także pierwszym zatytułowanym nazwiskiem głównego bohatera (Jean-Luca Picarda). Jego premiera miała miejsce 23 stycznia 2020. W roli tytułowej wystąpił Patrick Stewart.
Pod względem fabularnym stanowi luźną kontynuację serialu Star Trek: Następne pokolenie, którego kluczowym bohaterem był Picard, oraz czterech późniejszych filmów kinowych zrealizowanych z tą samą obsadą. Bezpośrednim poprzednikiem serialu w chronologii uniwersum jest film Star Trek: Nemesis.

## Opis fabuły
Akcja serialu rozgrywa się 20 lat po śmierci komandora Daty i pokonaniu Shenzona. Emerytowany admirał Gwiezdnej Floty Jean-Luc Picard próbujący pogodzić się z poświęceniem swojego towarzysza spędza jesień życia w rodzinnej winnicy we Francji na Ziemi. Wydarza się jednak coś, co skłania go do powrotu w kosmos.
Według twórców, serial ma inny charakter niż realizowany równolegle, choć w chronologii uniwersum rozgrywający się prawie półtora wieku wcześniej, Star Trek: Discovery. Zdecydowali się oni na opowieść o bardziej kontemplacyjnym nastroju, mniej zainteresowaną charakterystycznymi dla gatunku science-fiction efektami specjalnymi, a bardziej psychologią postaci, zwłaszcza dobiegającego kresu życia głównego bohatera.

## Obsada
Serial stanowi powrót Patricka Stewarta do roli Picarda po siedemnastoletniej przerwie. Wcześniej aktor przez wiele lat podkreślał w wywiadach, że choć jest bardzo dumny ze swojego udziału w Star Trek, to uważa ten rozdział kariery za zamknięty. Pod koniec 2017 rozpoczęły się wstępne rozmowy między aktorem a posiadającą prawa do uniwersum telewizją CBS i zatrudnionymi przez nią twórcami. 4 sierpnia 2018 Stewart oficjalnie ogłosił na konwencie w Las Vegas, iż zagra w serialu o dalszych losach kapitana Picarda.
Pozostałą część głównej obsady stanowią aktorzy nie związani wcześniej z uniwersum: Santiago Cabrera, Michelle Hurd, Evan Evagora, Alison Pill, Harry Treadaway i Isa Briones. 
Gościnnie pojawiają się gwiazdy Następnego pokolenia: Marina Sirtis, Brent Spiner, Gates McFadden, Michael Dorn, LeVar Burton, John de Lancie, Whoopi Goldberg, Wil Wheaton i Jonathan Frakes (będący również reżyserem wybranych odcinków), a także Walter Koenig z serii oryginalnej oraz Jeri Ryan i Tim Russ należący wcześniej do głównej obsady serialu Star Trek: Voyager. Jednym ze scenarzystów i producentów wykonawczych jest znany pisarz, Michael Chabon.

## Odcinki
| Seria | Odcinki | Data opublikowania | Data opublikowania |
| Seria | Odcinki | Premiera           | Finał              |
| ----- | ------- | ------------------ | ------------------ |
| 1     | 10      | 23 stycznia 2020   | 26 marca 2020      |
| 2     | 10      | 3 marca 2022       | 5 maja 2022        |
| 3     | 10      | 16 lutego 2023     | 20 kwietnia 2023   |

## Dystrybucja
Premiera serialu poza Stanami Zjednoczonymi i Kanadą odbywa się za pośrednictwem platformy streamingowej Amazon Prime Video, podczas gdy Discovery posiada konkurencyjna platforma streamingowa Netflix.